# Dagmar Daneková
Dagmar Daneková (Žilina, 20 de febrero de 1978) es una deportista eslovaca que compitió en halterofilia. Ganó tres medallas en el Campeonato Europeo de Halterofilia entre los años 1997 y 2001.

## Palmarés internacional
| Campeonato Europeo | Campeonato Europeo   | Campeonato Europeo | Campeonato Europeo |
| Año                | Lugar                | Medalla            | Categoría          |
| ------------------ | -------------------- | ------------------ | ------------------ |
| 1997               | Sevilla (España)     | Medalla de bronce  | 54 kg              |
| 1998               | Riesa (Alemania)     | Medalla de plata   | 53 kg              |
| 2001               | Trenčín (Eslovaquia) | Medalla de plata   | 53 kg              |